# Mikulicze (obwód wołyński)
Mikulicze (ukr. Микуличі) – wieś na Ukrainie w rejonie włodzimierskim, obwodu wołyńskiego.

## Charakterystyka
Wieś duchowna położona w województwie wołyńskim była własnością władyków włodzimiersko-brzeskich w 1570 roku.
We wsi urodził się architekt Władysław Halicki i koszykarz Rościsław Iwanow-Ruszkiewicz.